# La vuelta al bulín
La vuelta al bulín  es una película argentina en blanco y negro de Argentina que se estrenó en 1926  dirigida por José Agustín Ferreyra sobre su propio guion, protagonizada por  Álvaro Escobar. Este filme se exhibía integrando un espectáculo que montaba el actor Álvaro Escobar con monólogos y estampas de tango.

## Sinopsis
Es una variación humorística del tema del tango “De vuelta al bulín”, con letra de Pascual Contursi y música de José Martínez, que Carlos Gardel grabara en 1919: “Percanta que arrepentida / de tu juida / has vuelto al bulín, / con todos los despechos / que vos me has hecho, te perdoné… (…) La carta de despedida / que me dejaste al irte, / decía que ibas a unirte / con quien te diera otro amor. / La repasé varias veces / no podía conformarme / de que fueras a amurarme / por otro bacán mejor”.
La palabra bulín es un vocablo del lunfardo que significa, departamento modesto, que puede constar de una sola habitación. Se usa tanto en Argentina como en Uruguay y aparece en diversos tangos. El diccionario de la Real Academia Española le asigna a bulín dos acepciones en lenguaje coloquial propio de Argentina: Departamento que generalmente se reservaba para las citas amorosas y Departamento modesto, por lo común de gente joven que se inicia. Ambas acepciones coinciden básicamente con su significado en lunfardo.

## Reparto
- Álvaro Escobar

## Comentarios
Dice Jorge Miguel Couselo que este filme era un “esquicio cómico-sentimental…de solo tres actos, tejido para dar a su consecuente intérprete cómico Álvaro Escobar (dicharachero, pintoresco, bombín, pañuelo al cuello, ternura con visos malevos) una oportunidad protagónica
Fernando Martín Peña dijo en 2009 que el filme "no sólo conserva su humor sino que es un testimonio irremplazable del sentido plástico con que Ferreyra recreaba los ambientes arrabaleros de sus ficciones". Peña opina que, aparentemente, la película fue hecha con el propósito de ser pasada en un espectáculo teatral del actor Álvaro Escobar.

## Versión restaurada
El filme se suponía perdido hasta que fue hallada en el Museo del Cine Pablo Ducrós Hicken una copia en 35mm., en soporte nitrato, que identificaron Paula Félix-Didier y Fernando Martín Peña, con la colaboración adicional de Rubén Santeiro, del laboratorio Cinecolor, y en 2009, el Buenos Aires Festival Internacional de Cine Independiente financió el tiraje de un internegativo para su exhibición.